# Mandau (biflöde till Neisse)
Mandau (tyska) eller Mandava (tjeckiska) är ett vattendrag i norra Tjeckien och östra Tyskland.